# Подере Лучињано (Фиренца)
Подере Лучињано је насеље у Италији у округу Фиренца, региону Тоскана.
Према процени из 2011. у насељу је живело 14 становника. Насеље се налази на надморској висини од 607 м.